# Kočevje
Kočevje (izgovarjava [kɔˈtʃeːu̯jɛ] (); nemško Gottschee; Göttscheab ali Gətscheab v lokalnem kočevariškem narečju; italijansko Cocevie) je mesto v Sloveniji z dobrimi 8.000 prebivalci (skupaj z okoliškimi naselji, s katerimi tvori sklenjeno urbano poselitveno celoto, še najmanj 3000 več), središče istoimenske občine in upravne enote.
V Kočevju so delovali pisateljica Zofka Kveder, krajši čas duhovnik in pisatelj Fran Saleški Finžgar, pesnika Matej Bor in France Onič, skladatelj Viktor Parma, kipar Stane Jarm, slikarji Michael Ruppe, Rada Šuštar, Andrej Trobentar. V Kočevju je bil rojen slikar in likovni teoretik Milan Butina.

## Geografija
Kočevje leži na kraškem Kočevskem polju, na nadmorski višini 460 m, na obeh straneh kraške reke, ponikalnice Rinže. Nad mestom se dviga strma Kočevska gora z nekaterimi vrhovi, ki so višji od 1000 m (Slovenski vrh 1040 m, Ledenik 1068 m, Mestni vrh 1022 m in Suhi hrib 1004 m). Z Ljubljano in Hrvaško (mejni prehod Petrina) ga povezuje glavna cesta, prav tako je povezano z Belo krajino in z dolino Krke, zlasti z Novim mestom kot regionalnim središčem statistične Dolenjske regije.
Naselje je nastalo na polotoku nad desnim bregom Rinže. Prostor so s prekopom spremenili v otok in naselje obdali z visokim obzidjem. Otok je bil dostopen z lesenim mostom. Obzidje so v 18. stoletju podrli in prekop zasuli. Kočevje se je nato razširilo tudi na levi breg Rinže. Ko je v Kočevje prišla leta 1893 železnica, se je naselje širilo v smeri kolodvora. Tu in na območju do rudnika premoga se je proti Šalki vasi širilo rudarsko naselje Rudnik. Po drugi svetovni vojni so nastali še drugi predeli mesta: na Trati in Mestni log. Mesto se širi proti Mahovniku in Šalki vasi ter Livoldu. Drugi predeli so še Pri Unionu, Kolodvor, medtem ko je Mahovnik samostojna vas, tako kot še več drugih okoliških vasi, ki sestavljajo zgoščeno poselitveno območje Kočevja na istoimenskem kraškem polju.
Kočevje ima kontinentalno podnebje z zelo visokimi poletnimi temperaturami. Meseci od novembra do aprila so hladni in mokri, julij in avgust pa sta vroča in suha. Povprečna letna temperatura je med najnižjimi v Sloveniji in se giblje med 4 °C do 8 °C.

## Zgodovina
Kočevje je bilo prvič omenjeno leta 1339 pod ledinskim imenom Mahovnik, s pristavo in kapelo sv. Jerneja, v listini oglejskega patriarha Bertranda. V listini iz leta 1363 je bila kapela sv. Jerneja, medtem povečana v cerkev, že navedena v Kočevju. Leta 1363 je postala tudi župnija. Naselju so dali Slovenci ime Hočevje, po hojah ob Rinži.
Mesto je s starim nemškim imenom Gotsche 1. maja 1363 prvič omenil oglejski patriarh Ludvik della Torre. Kasneje se je za nemško ime uporabljal zapis Gottschee. Kočevsko so v prvi polovici 14. stoletja najprej s slovenskimi, potem pa še z nemškimi naseljenci poselili Ortenburžani, medtem ko je bilo obrobje Kočevske že poprej naseljeno s Slovenci. Po izumrtju Ortenburžanov je Kočevje najprej pripadlo Celjskim grofom in kasneje Habsburžanom, ki so kočevsko gospostvo oddajali v najem.
Leta 1377 je Kočevje postalo trg, po začetku turških vpadov pa je na sedanji lokaciji v okljuku reke Rinže, namesto leta 1461 požganega trga, zrasla nova naselbina, ki ji je leta 1471 cesar Friderik III. dodelil mestne pravice. Kočevje je tako dobilo sodnika, mestni svet, štiri letne sejme, dva cerkvena sejma, grb (višnjev ščit s trdnjavo, pred katero stoji za ograjo sv. Jernej z nožem v levici in odprto knjigo v desnici) in mestni pečat.
Zaradi hudega opustošenja, ki so ga na območju povzročili kontinuirani turški vpadi, je cesar Friderik III. Habsburški prebivalcem Kočevja in Ribnice leta 1492 dodelil pravico krošnjarjenja po Hrvaškem in drugod. S kasnejšimi potrditvami in razširitvami patenta se je na Ribniškem zelo razvilo suhorobarstvo, medtem ko se Kočevarji sčasoma usmerili predvsem v krošnjarstvo. Še v začetku 20. stoletja je izraz Kočevar na Madžarskem in v Srbiji pomenil kar krošnjarja nasploh, so poročali kronisti. Na Dunaju je bil Kočevar sinonim za sezonskega prodajalca pečenega kostanja.
Turški napadi so se vrstili leta 1528, 1530, 1540, 1546, 1558-59, 1584, 1592 in 1598. Kočevje je uničil tudi požar v letih 1515, 1596 (zgorela je tudi cerkev) in 1684. Morila je tudi kuga (1578, 1600, 1601, 1836 in 1855).
Leta 1515 so kočevski podložniki, ki so se že dalj časa upirali nasilju grofa Turna, ki je zmogel v enem samem desetletju podvojiti dohodke svojega zemljiškega gospostva in celo zasužnjeval podložnike sosednih zemljiških gospostev in jih prodajal iz dežele, ubili grofa Jurija Turna in s tem sprožili slovenski kmečki upor, ki se je razširil na območje, za petino večje od današnje Slovenije in ga je gosposka le s težavo zadušila. Kočevarji so se kasneje še večkrat uprli ter v času grofov Blagajskih skušali gospostvo vzeti celo v zakup in tako ustanoviti nekakšno kmečko republiko. Habsburžani so ponudbo zavrnili.
Baron Janez Jakob Kisl, ki je gospostvo leta 1621 odkupil od Habsburžanov je bil štiri leta kasneje povzdignjen v Kočevskega grofa. Kočevje je tako postalo grofija. Leta 1641 so gospostvo odkupili Turjačani, grof Volk Engelbert Auersperg, ki so namesto propadajočega Fridrihštajna v mestu sezidali Kočevski grad. Leta 1791 je cesar Leopold II. kneza Jožefa Auersperga povzdignil v vojvodo in kočevsko gospostvo je postalo vojvodina, vsakokratni na Kočevskem vladajoči član kočevske linije pa je smel poslej nositi naslov vojvode Kočevskega. Zadnji kočevski Auersperg je umrl leta 1927.
V 19. stoletju je Kočevje doživelo močan gospodarski razcvet, kar pa je povzročilo propadanje obrtnikov in kmetov, ki so se zato v začetku 20. stoletja pričeli množično izseljevati. Konec 19. stoletja so se začeli vse bolj zaostrovati tudi mednacionalni odnosi med kočevskimi Nemci in Slovenci.
Ob okupaciji Slovenije so Kočevje zasedli Italijani, zato se je velika večina kočevskih Nemcev, okoli 10.000, na podlagi velikonemške propagande in z ambicijami posameznih rojakov odselila na domove dvakrat večjega števila pregnanih slovenskih izgnancev v Posavje. Na koncu vojne je pot za vrnitev v med vojno uničene vasi ostala zaprta in kočevski Nemci so večinoma našli zatočišče v tujini, predvsem v Nemčiji, Avstriji in v ZDA.
Med 2. svetovno vojno je na Kočevskem nastalo osvobojeno ozemlje, na katerem je od 1. do 3. oktobra 1943 potekal Zbor odposlancev slovenskega naroda. Istega meseca so mesto zasedle nemške oborožene sile. Že v času Zbora odposlancev je prišlo do prvih izvensodnih pobojev, še bolj pa je Kočevje po pobojih in kazenskem taboriščem postalo znano po vojni. V povojnem času so bili obsežni predeli občine, zlasti okoli Kočevske Reke, varovani kot zaprto območje.
V letu 1990 je na Kočevskem pričela nastajati Manevrska struktura narodne zaščite, ki se je organizirala v aktivne enote Teritorialne obrambe. Med osamosvojitveno vojno sta bili na Kočevsko premeščeni enoti 1. generacija nabornikov iz Iga in Peker. Pripadniki kočevske Teritorialne obrambe in 1. specialne brigade MORiS so bili vključeni v več bojnih akcij, vzpostavili pa so tudi 1. karavlo na meji s Hrvaško in zaščitili pomembno komunikacijo Ljubljana-Petrina (Brod na Kolpi). JLA je Kočevsko napadla trikrat - dvakrat z letali (uporaba kasetnih bomb) in enkrat s topništvom. V napadu na vojašnico v Ribnici sta bila ranjena dva pripadnika MORiS-a (nanju so streljali iz oficirskega bloka), na strani JLA je en vojak izgubil življenje, trije so bili ranjeni.
Obdobje po 1990 je Kočevju prineslo propad nekaterih industrijskih panog, ki so bile vezane predvsem na vojaški trg bivše Jugoslavije (ITAS) in zaradi slabe izobrazbe relativno visoko brezposelnost, po drugi strani pa se je razvila terciarna dejavnost, predvsem trgovina. Stagnirala je tudi lesna industrija. Nov dinamičen razvoj so spodbudila sodelovanja z Japonci. Iz nekdanje občine Kočevje so ob reorganizaciji lokalne samouprave nastale tri nove (Kočevje, Kostel in Osilnica), del ozemlja je bil pripojen tudi k drugim novonastalim občinam.
Eksplozija v tovarni Melamin se je zgodila 12. maja 2022 v središču Kočevja.

## Znamenitosti
- Župnijska cerkev svetega Jerneja iz kamna, v neoromanskem slogu zgrajena cerkev sodi med največje sakralne objekte v Sloveniji. Dokončana je bila leta 1903; notranjost dodatno opremljena tudi kasneje.
- Spomenik NOB - na trgu v centru mesta stoji spomenik v spomin na narodnoosvobodilni boj. Je delo skupine kiparjev.
- Grad Fridrihštajn (970 mnm) - ruševine gradu pripovedujejo zgodbo o Frideriku II. Celjskem in Veroniki Deseniški.
- Šeškov dom - Pokrajinski muzej Kočevje - zgrajen leta 1936 kot Sokolski dom in predstavlja izjemno pomemben spomenik slovenske državnosti saj je v njem od 1. do 4. oktobra 1943 potekal zbor odposlancev slovenskega naroda. V šestdesetih letih ga je prenovil Vinko Glanz. Leta 2001 je bila zgradba razglašena za kulturni spomenik državnega pomena.[5]
- Marijin dom, danes zgradba občine Kočevje, je bil zgrajen leta 1899. Stavbo z zemljiščem so leta 1901 kupile sestre usmiljenke sv. Vincencija Pavelskega, jo uredile v samostan in imele dekliško šolo. Med 1. in 2. svetovno vojno je bila tukaj vojaška bolnišnica in med 2. svetovno vojno močno poškodovana. Sestre so jo delno obnovile in leta 1948 morale Kočevje zapustiti.
- Gimnazija je bila zgrajena med letoma 1872 - 1874. Med 2. svetovno vojno so bili v njej vojaki ter poveljstvo domobrancev. Do septembra 1945 so bili v njej vojni ujetniki. Pouk se je v gimnaziji začel ponovno 12. decembra 1945.
- Most preko Rinže je iz leta 1843. Kasneje je bil razširjen.
- Rudniško jezero (Kočevsko jezero) - je nastalo na opuščenem dnevnem kopu kočevskega rudnika (1978).
- Pragozdni rezervat, uvrščen na UNESCOV seznam naravne dediščine.
- Vojaški vadbeni poligon Gotenica

## Turizem
Kočevje z bližnjo okolico lahko odkrivamo na več naravoslovnih učnih poteh in planinskih poteh. Občudujemo gozdove z gozdnimi rezervati (drevesni orjaki, kraške jame, razgledišča, živalski svet, ...). Poti so označene z markacijami in simboli iz živalskega in rastlinskega sveta Kočevske: sova za učno pot Rožni studenec, medvedja šapa za Roško pešpot, narcisa za Borovško pot. Poti so opremljene z vodniki in predstavitvenimi tablami.
Med Željnami in Šalko vasjo vzhodno od Kočevja se nahajajo Željnske jame. Imajo tanek strop in številna naravna okna in si jih lahko ogledamo od znotraj in zunaj.
Kočevska planinska pot ima izhodišče pri koči Planinskega društva Kočevje pri Jelenovem studencu (850 m), se vzpne na Mestni vrh (1034 m), dalje na vrh Fridrihštajn (978 m) z razvalinami gradu Friderika Celjskega in se nadaljuje proti jugu vse do Krempe in pragozda Krokar in konča v kraju Gorenja Žaga ob Kolpi. Najvišja točka na poti je Goteniški Snežnik (1289 m).

## Znani v Kočevju
Po abecedi:
- Volodja Balžalorsky - violinist
- Urška Baković - pevka, psihologinja
- Matej Bor - pesnik
- Jure Bradeško - medijski producent, režiser in glasbenik
- Nataša Briški - novinarka
- Milan Butina - slikar in likovni teoretik
- Srečko Devjak - matematik, statistik
- Nataša Gašparac - slikarka
- Anton Gole - vojaški častnik
- Tomaž Gregorič - umetniški fotograf
- Gregor Guštin - baletni plesalec, koreograf
- Ferdinand Avguštin Hallerstein - astronom in matematik
- Andraž Hribar - glasbenik
- Leopold Hufnagel - začetnik sonaravnega gozdarjenja v Evropi
- Miloš Humek - skladatelj
- Rosana Jarm - sopranistka
- Stane Jarm - kipar in pedagog
- Gašper Jarni - igralec
- Simona Ješelnik - dramaturginja in režiserka
- Ivan Jurkovič - nadškof, papeški nuncij v Belorusiji
- Bohumil Južnič (1895-1963) - vojak in umetnik v Pragi
- Marjanca Kočevar - pisateljica in pedagoginja
- Sašo Koprivec - slikar, kulturni delavec
- Nataša Košir - miss Jugoslavije 1965
- Peter Kozler (1819-1898) - geograf, gospodarstvenik, zgodovinar
- Zofka Kveder - pisateljica
- Edita Cetinski Malnar - novinarka in TV voditeljica
- Rudi Malnar - novinar in vojni dopisnik
- Jože Marinč - slikar
- Sandi Marinčič - alpinist, ekstremni padalec in izumitelj
- Rado Meglič - scenarist, slikar in pedagog
- Vesna Malnar Memedovič - radijska in TV voditeljica
- Nč od nč - punk skupina
- Lela B. Njatin - pisateljica in vizualna umetnica
- Primož Ogorelec - izumitelj, kemik
- France Onič - pesnik
- Viktor Parma - skladatelj
- Jože Pungartnik - slikar
- Michael Ruppe - slikar
- Sell Out - rock skupina
- Klavdij Sluban - umetniški fotograf
- Bert Sotlar - igralec
- Sergeja Stefanišin - slovenska rokometna reprezentantka
- Erik Šuler - pianist in pedagog
- Rada Šuštar - slikarka in likovna umetnica
- Tadej Tomšič - saksofonist in dirigent orkestra Big Band RTV Slovenija
- Andrej Trobentar - slikar, glasbenik in pedagog
- Rudi Uran - slikar in filmski režiser
- Bruno Urh - arhitekt
- Janko Veber - bivši župan občine Kočevje, poslanec, predsednik Državnega zbora ter minister za obrambo
- Andrej Zdravič - umetnik videa
- Franjo Zdravič - pionir slovenske plastične kirurgije
- Sandra Zupanc - Sendi - pevka in glasbenica
- Mina Žabnikar - vizualna umetnica, DJ, VJ in oblikovalka